# Management Center Innsbruck
 (juillet 2018).
Le Centre de Management d’Innsbruck MCI est une école supérieure au Tyrol.

## Histoire
MCI est un établissement d’enseignement supérieur de droit privé enregistré en tant que Établissement Entrepreneurial ou The Entrepreneurial School. L'école a été fondée en 1995.

## Campus
MCI compte cinq centres à Innsbruck :
- MCI I + II : En centre-ville, entre la vieille ville et le théâtre régional, la Faculté de Théologie et la Faculté des Sciences Économiques et Sociales, Universitätsstraße 15
- MCI III: Weiherburggasse 8
- MCI IV : Maximilianstraße 2
- MCI V: Kapuzinergasse 9

Ces centres seront réunis en un campus interurbain adjacent au Jardin Impérial d’Innsbruck (projet pour 2020). MCI partage avec les universités d’Innsbruck les installations suivantes : bibliothèques, laboratoires, restaurants universitaires, complexes sportifs, etc.

## Formation

### Études de doctorat
Concernant le doctorat, les accords passés entre MCI et l’Université d‘Innsbruck/Université de Médecine d’Innsbruck permettent de réaliser des performances communes au niveau de la recherche. 

## Universités jumelées
MCI dispose de partenariats avec environ 200 universités dans lesquelles les étudiants peuvent effectuer un ou plusieurs semestres d’études. De plus, des accords complémentaires permettent l’obtention d’un double diplôme et de nombreuses options d’études à l’étranger sont également possibles.

## Budget
Les financeurs de l’école supérieure sont :
- à 75 % le « Träger-Verein MZT » (Comité du Centre de Management du Tyrol) comprenant le land du Tyrol, la ville d’Innsbruck, la Chambre de Commerce du Tyrol, la Chambre de Travail du Tyrol, l’Université d’Innsbruck, la Faculté des Sciences Économiques et Sociales de l’Université d’Innsbruck
- à 12,5 % le « Träger-Verein Technik » (Comité de Technologie)
- à 12,5 % le « Träger-Verein Tourismus » (Comité de Tourisme).